# Buick Centurion
Buick Centurion — полноразмерный (full-size) легковой автомобиль, который производился с 1971 по 1973 год американской компанией Buick, подразделением корпорации General Motors.

## Концепт-кар

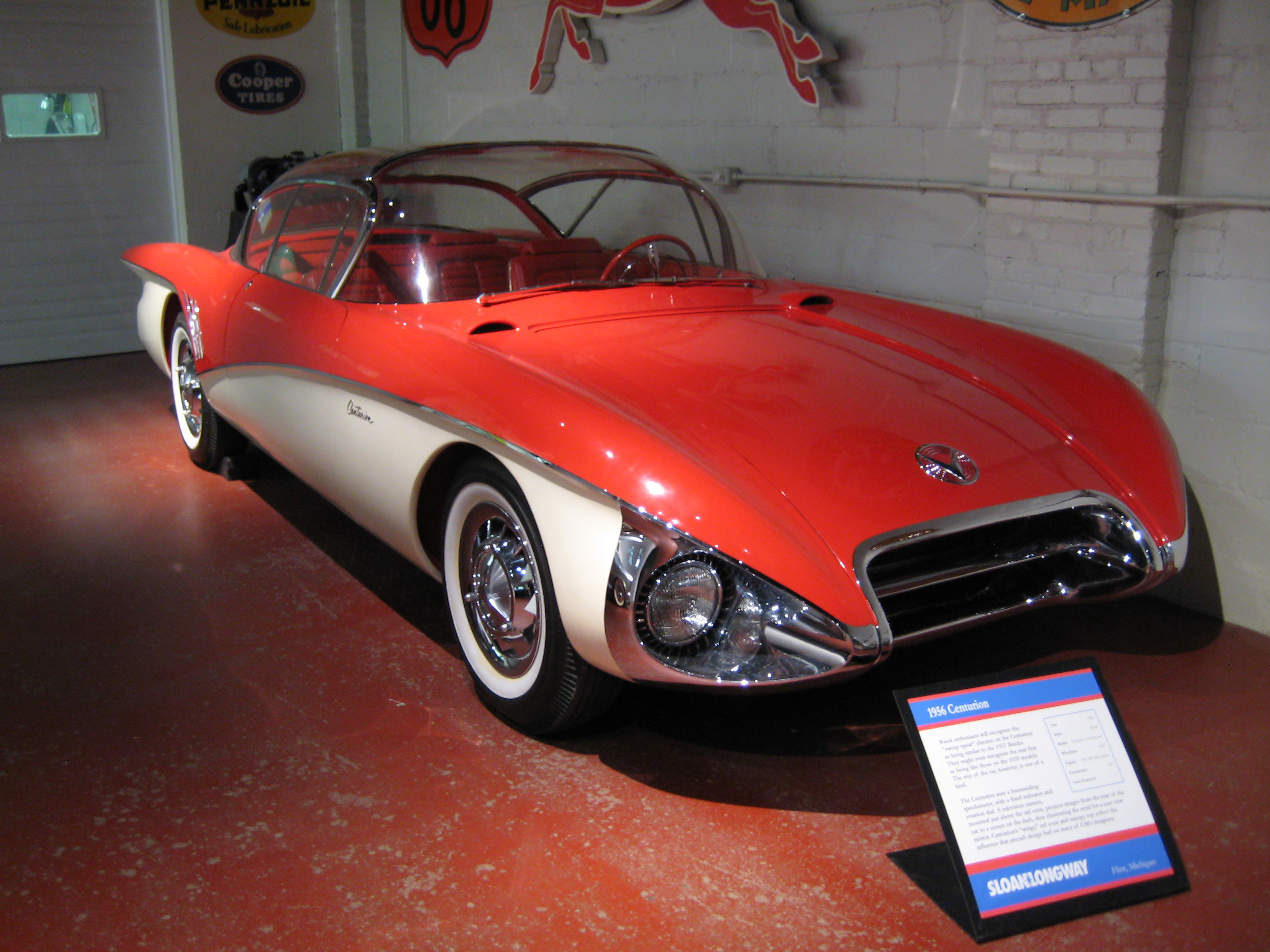
1956 Buick Centurion

Концепт-кар Centurion был представлен на выставке Motorama в 1956 году. Он имел четырёхместный стеклопластиковый кузов, своими формами напоминавший ракету, с прозрачным колпаком сверху. Вместо зеркал заднего вида, у модели была телекамера, расположенная в багажнике, которая передавала изображение на установленный на передней панели экран.
В настоящий момент автомобиль экспонируется в музее Слоана (англ. Sloan Museum) во Флинте, США.

## Серийный автомобиль

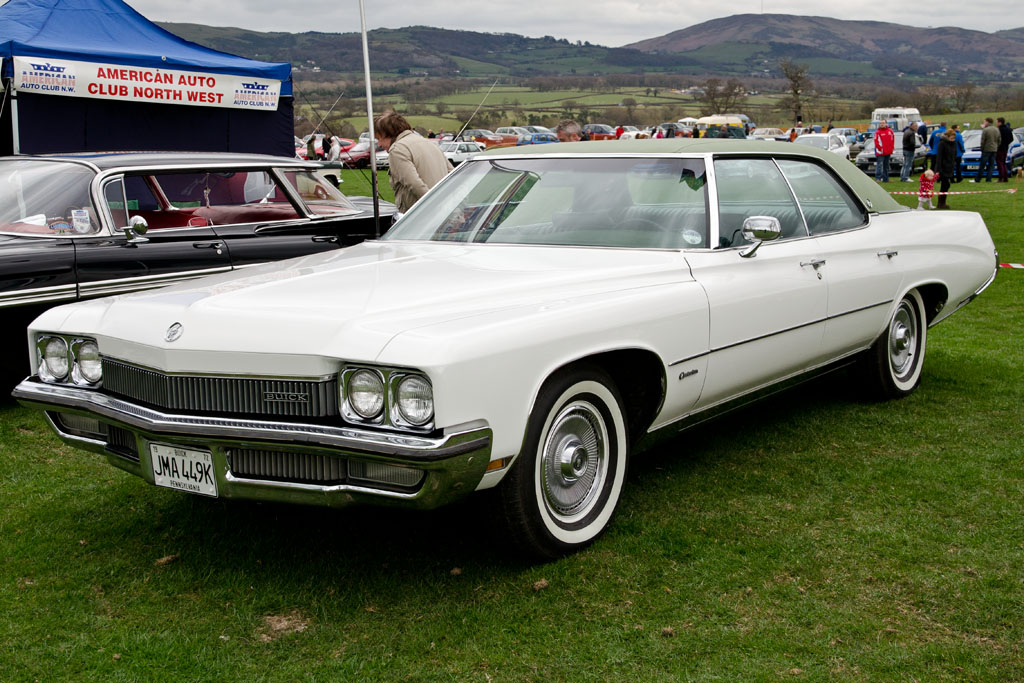
1972 Buick Centurion Hardtop Sedan

В 1971 году все полноразмерные (full-size) автомобили Buick были обновлены. Вновь появившаяся модель Centurion стала больше и просторнее предшественника, и имела более выразительные формы кузова. Она оснащалась самым большим восьмицилиндровым двигателем рабочим объёмом 455 кубических дюймов (7,5 литров) и предлагалась с тремя типами кузовов: купе (Coupe), седан без центральных стоек (Hardtop Sedan) и кабриолет (Convertible).
Классический американский автомобиль Centurion имел кузов, установленный на раму, расположенный спереди двигатель, который приводил задний мост. Новая геометрия передней подвески и рулевого обеспечивали более точное управление автомобилем. Из новинок стоит, также, отметить передние дисковые тормоза.
Из года в год Centurion становился всё больше и больше, достигнув гигантского размера почти 5,7 метров в длину в последний год выпуска.
| Двигатели и трансмиссия | Двигатели и трансмиссия     | Двигатели и трансмиссия         | Двигатели и трансмиссия                                  | Двигатели и трансмиссия | Двигатели и трансмиссия |
| Двигатель               | Мощность, л. с./ при об/мин | Крутящий момент, Нм/ при об/мин | Трансмиссия                                              | Годы                    | Применяемость           |
| ----------------------- | --------------------------- | ------------------------------- | -------------------------------------------------------- | ----------------------- | ----------------------- |
| V8 455 (Big Block)      | 230/4000                    | 495/2600                        | Трёхступенчатая механическая или автоматическая (TH 400) | 1971                    | Стандартно              |
| V8 455 (Big Block)      | 255/4200                    | 515/2800                        | Трёхступенчатая механическая или автоматическая (TH 400) | 1971                    | Опция                   |
| V8 455 (Big Block)      | 225/4000                    | 488/2600                        | Автоматическая (TH 400)                                  | 1972                    | Стандартно              |
| V8 455 (Big Block)      | 260/4400                    | 529/3000                        | Автоматическая (TH 400)                                  | 1972                    | Опция                   |
| V8 350 (Small Block)    | 175/3800                    | 366/2400                        | Автоматическая (TH 375B)                                 | 1973                    | Стандартно              |
| V8 455 (Big Block)      | 225/4000                    | 488/2600                        | Автоматическая (TH 400)                                  | 1973                    | Опция                   |

| Производство | Производство     | Производство     | Производство     | Производство     |
| Год          | Изготовлено, шт. | Изготовлено, шт. | Изготовлено, шт. | Изготовлено, шт. |
| Год          | Coupe            | Hardtop Sedan    | Convertible      | Всего            |
| ------------ | ---------------- | ---------------- | ---------------- | ---------------- |
| 1971         | 11 892           | 15 345           | 2161             | 29 398           |
| 1972         | 14 187           | 19 582           | 2396             | 35 725           |
| 1973         | 16 883           | 22 354           | 5739             | 44 976           |